# Herwig Schirmer
Herwig Schirmer (* 10. Oktober 1938 in Tübingen; † 2. Oktober 2021) war ein deutscher Jurist und Beamter im Gesundheitswesen. Er war unter anderem von 1996 bis 2000 Staatssekretär in Brandenburg.

## Leben
Schirmer studierte in Marburg Jura und ging im Jahr 1966 als Jurist an das Bundesversicherungsamt in Berlin. Vier Jahre später wurde er in Berlin Senatsdirektor für Arbeit, später wurde er zum Senatsdirektor für Soziales bei der Senatsverwaltung für Gesundheit und Soziales in Berlin. Nach einem Regierungswechsel kam es unter dem damaligen Senator Ulf Fink zu einem Konflikt mit dem SPD-Mitglied Schirmer, so dass Herwig Schirmer, ebenfalls SPD-Mitglied, als Senatsdirektor für Soziales in die Freie Hansestadt Bremen wechselte. 1989 wechselte er wieder als Vorstandsvorsitzender der AOK nach Berlin zurück. Hier organisierte er nach der Wende im Jahr 1990 die Übernahme der DDR-Monopolkasse für Sozialversicherung in die Berliner AOK und ließ die ehemaligen Angestellten der DDR-Sozialversicherung umschulen. Im September 1996 wechselte Schirmer als Staatssekretär in das Gesundheits- und Sozialministerium des Landes Brandenburg nach Potsdam. Ministerin war seinerzeit Regine Hildebrandt. Im November 2000 trat Schirmer von seinem Amt als Staatssekretär in Brandenburg zurück, weil er die politische Verantwortung für die Flucht des Gewalttäters Frank Schmökel aus dem Maßregelvollzug übernahm. Schirmer wurde in den einstweiligen Ruhestand versetzt.
Kurz vorher war er noch für das Amt des Staatssekretärs im Berliner Gesundheitssenat im Gespräch. Dieses Amt trat er in der Folge des Schmökel-Skandals nicht an. Nach seiner Versetzung in den einstweiligen Ruhestand war er später Aufsichtsrat bei verschiedenen Krankenhausträgern.
Schirmer war verheiratet, Vater von drei Kindern und lebte in Berlin.

## Auszeichnungen
- Wichern-Plakette des Diakonischen Werkes für sein soziales Engagement[4]